# 三育保健大學
三育保健大學是一所位於大韓民國首爾特別市東大門區私立基督復臨安息日會大學。這間大學成立於1936年。

## 歷史
1936年，劉濟漢（유제한）成立學校。之後因日據時代而關閉，1945年日本投降，韓國政府將8月15日立為大韓民國的光復節 (朝鮮半島)，結束朝鮮日治時期。1947年11月，學校再度開張。1951年，第三次漢城戰役。1952年，學校只有17個畢生。1998年6月，學校改名為三育看護保健大學。2007年5月，再改名為三育保健大學。

## 國際交流

### 學術交流
- 元培醫事科技大學[2]
- 大連藝術學院服裝學院[3]
- 台北醫學大學[4]
- 醒吾科技大學[5]

### 姊妹校
- 南開科技大學[6]
- 崑山科技大學[7]

## 校友
- 李鍾赫 (1997年)

## 交通
- 回基站

## 外部連結
- 三育保健大學官方網站

## 資料來源
1. ↑  三育高中 全球復臨教育網絡 基督復臨安息日會學院與大學列表
2. ↑  元培與韓國三育保健大學簽署MOU 促進國際學術交流
3. ↑  大連藝術學院 服裝學院 深化国际交流合作|我校与韩国三育保健大学交流合作签约
4. ↑  臺北醫學大學 口腔醫學院 韓國三育保健大學參訪
5. ↑  醒吾科技大學20200107韓國三育保健大學來校專業研習
6. ↑  南開科技大學 海外姊妹校三育保健大學
7. ↑  崑山科技大學 姊妹校名單 三育保健大學